# Sofoklis Schortsanitis
Sofoklis Schortsanitis (ur. 22 czerwca 1985 roku w Tiko) – grecki koszykarz, występujący na pozycji środkowego, posiada również obywatelstwo kameruńskie, obecnie zawodnik Aries Trikala.
Urodził się w Tiko, w Kamerunie. Wraz z rodzicami przeprowadził się do Grecji, gdzie zaczęła się jego kariera koszykarza. Dwukrotnie opuszczał Grecję, grając we włoskich oraz izraelskich klubach. W 2003 został wybrany w 2 rundzie draftu przez Los Angeles Clippers z numerem 34. Do podpisania kontraktu jednak nie doszło, a Sofoklis kontynuował karierę w Grecji. W 2010 roku podpisał kontrakt z Maccabi Tel Awiw.
18 października 2017 został zawodnikiem greckiego Ariesu Trikala.

## Osiągnięcia

Schortsanitis w barwach kadry Grecji (2009).

Stan na 31 marca 2016, na podstawie, o ile nie zaznaczono inaczej.

### Klubowe
- Mistrz:
  - Euroligi (2014)
  - Ligi Adriatyckiej (2012)
  - Izraela (2011, 2012, 2014)
  - Grecji (2013)
- Wicemistrz:
  - Euroligi (2010, 2011)
  - FIBA Intercontinental Cup (2014)
  - Grecji (2006–2010)
- Zdobywca Pucharu:
  - Izraela (2011, 2012, 2014, 2015)
  - Grecji (2010, 2013)
  - Ligi Izraelskiej (2010, 2011, 2013)
- Finalista: 
  - Pucharu Grecji (2005, 2008, 2009)
  - Pucharu Ligi Izraelskiej (2014)
- 4. miejsce w Eurolidze (2009)

### Indywidualne
- MVP:
  - meczu gwiazd ligi greckiej (2006, 2010)
  - 16. kolejki Euroligi (2005/06)
- Zaliczony do:
  - I składu:
    - Euroligi (2011)
    - ligi greckiej (2006)
- Uczestnik:
  - meczu gwiazd ligi greckiej (2005, 2006, 2007, 2010, 2013)
  - meczu gwiazd ligi izraelskiej (2011)

### Reprezentacja Grecji w koszykówce mężczyzn
Drużynowe
- Wicemistrz świata (2006)
- Brązowy medalista mistrzostw:
  - Europy (2009)
  - świata U-19 (2003)
  - Europy U-18 (2002)
- Mistrz turnieju:
  - Alberta Schweitzera (2002)
  - Akropolu (2010)
- Uczestnik:
  - igrzysk olimpijskich (2008 – 5. miejsce)
  - mistrzostw świata (2006, 2010 – 11. miejsce)

Indywidualne
- MVP turnieju:
  - Alberta Schweitzera (2002)
  - Akropolu (2010)
- Zaliczony do I składu Eurobasketu U–16 (2001)